# Housemarque
Housemarque Oy (o Housemarque Inc.) es un desarrollador de videojuegos finlandés con sede en Helsinki. La compañía fue fundada por Ilari Kuittinen y Harri Tikkanen en julio de 1995, a través de la fusión de sus anteriores empresas de videojuegos, Bloodhouse y Terramarque, ambas fundadas en 1993 como los primeros desarrolladores comerciales de Finlandia. Housemarque es el desarrollador activo más antiguo de Finlandia y tiene alrededor de 110 empleados a partir de 2023. Fue adquirido por Sony Interactive Entertainment en junio de 2021, convirtiéndose en parte de PlayStation Studios.

## Historia
Housemarque fue fundada en 1995 por dos pioneros finlandeses de la industria del juego, Ilari Kuittinen de Terramarque y Harri Tikkanen de Bloodhouse. Tanto Terramarque como Bloodhouse fueron desarrolladores de videojuegos para Amiga, pero la nueva compañía, Housemarque, apuntó al mercado de juegos de PC en evolución.
Los primeros juegos de CD-ROM para PC desarrollados por Housemarque fueron el juego de disparos espaciales Super Stardust (1996), el juego de aventura Alien Incident (1996) y el juego de disparos The Reap (1997). Ninguno de los juegos eran golpes comerciales a pesar de que recibieron buenas críticas de la prensa del juego.
En 1999, Housemarque firmó un contrato con Infogrames Entertainment para desarrollar el juego de deportes extremos Supreme Snowboarding (conocido como Boarder Zone en Estados Unidos). The game took advantage of the rapid PC component development, and it was claimed to be one of the most visually stunning games of its time. El juego se aprovechó del rápido desarrollo de componentes para PC, y se afirmó que era uno de los juegos visualmente más impresionantes de su época. El juego fue presentado por 3Dfx Interactive en su estar en el E3 en 1998 en Atlanta, por Intel Corporation en la Game Developers Conference de 1998 en San Francisco y en el evento oficial de lanzamiento de los procesadores Pentium III en febrero de 1999 en San José. Supreme Snowboarding vendió más de 1,5 millones de copias en todo el mundo.
En el inicio del nuevo milenio, Housemarque cambió su enfoque de juegos de PC a nuevas plataformas de juego. Después del género de Supreme Snowboarding, su primer juego de consola, Transworld Snowboarding, fue publicado para Microsoft Xbox en 2002 y Floboarding para la nueva consola portátil N-Gage de Nokia en 2003. Otras plataformas móviles que Housemarque desarrolló para Gizmondo (incluido Gizmondo Motocross en 2005), J2ME y Brew (Las Crónicas de Narnia 2005, basado en la película del mismo nombre). Housemarque desarrolló juegos para PlayStation 2, pero nunca fueron publicados.
El éxito comercial de Housemarque llegó con PlayStation 3. En 2007, Housemarque desarrolló una versión actualizada y revisada del juego de disparos espaciales Super Stardust llamado Super Stardust HD para PlayStation Network (PSN). El juego recibió muy buenas críticas, elogiado por sus grandes efectos visuales, la atención al detalle en los gráficos y el juego con una sorprendente cantidad de profundidad en sus escenas de demolición. El juego fue uno de los 10 mejores juegos de PSN en las regiones PAL y NTSC según las estadísticas de 2008.
Housemarque continuó desarrollándose para nuevas plataformas con el juego de golf Golf: Tee It Up! para Xbox 360 y la versión PSP de Super Stardust en 2008, y el juego de disparos zombis Dead Nation para PlayStation 3 en 2010. Aunque diferentes en estilos, ambos juegos recibieron aclamación por sus visuales, cantidad de detalles y el juego adecuado al género.
En 2011, Harri Tikkanen sigue trabajando como Director Creativo y Técnico de la compañía y Ilari Kuittinen es el CEO de Housemarque. El juego Outland fue publicado en abril de 2011 para PSN y XBLA. El juego combina un juego de plataformas 2D, un juego de acción y gráficos enriquecidos, y ha recibido muy buenas críticas por sus bellas imágenes, jugabilidad y música.

## Videojuegos desarrollados[27]
| Año  | Título                              | Plataforma (s)                                           | Desarrollador (es)             |
| ---- | ----------------------------------- | -------------------------------------------------------- | ------------------------------ |
| 1996 | Super Stardust                      | DOS                                                      | GameTek                        |
| 1996 | Alien Incident                      | DOS                                                      | GameTek                        |
| 1997 | The Reap                            | Microsoft Windows                                        | Take-Two Interactive           |
| 1999 | Supreme Snowboarding / Boarder Zone | Microsoft Windows                                        | Infogrames Entertainment       |
| 2002 | Transworld Snowboarding             | Xbox                                                     | Infogrames Entertainment       |
| 2003 | Floboarding                         | N-Gage                                                   | Nokia                          |
| 2005 | The Chronicles of Narnia 3D         | J2ME, BREW                                               | Buena Vista Internet Group     |
| 2005 | Gizmondo Motocross 2005             | Gizmondo                                                 | Fathammer                      |
| 2007 | Super Stardust HD                   | PlayStation 3 (PSN)                                      | Sony Computer Entertainment    |
| 2008 | Golf: Tee It Up!                    | Xbox 360 (XBLA)                                          | Activision                     |
| 2008 | Super Stardust Portable             | PlayStation Portable                                     | Sony Computer Entertainment    |
| 2010 | Dead Nation                         | PlayStation 3, PlayStation Vita                          | Sony Computer Entertainment    |
| 2011 | Outland                             | PlayStation 3, Xbox 360 (XBLA), Microsoft Windows, Linux | Ubisoft                        |
| 2012 | Furmins                             | iOS                                                      | Marquee Productions            |
| 2012 | Super Stardust Delta                | PlayStation Vita                                         | Sony Computer Entertainment    |
| 2012 | Angry Birds Trilogy                 | PlayStation 3, Xbox 360                                  | Activision                     |
| 2013 | Resogun                             | PlayStation 4                                            | Sony Computer Entertainment    |
| 2014 | Dead Nation: Apocalypse Edition     | PlayStation 4                                            | Sony Computer Entertainment    |
| 2014 | Resogun                             | PlayStation 3, PlayStation Vita                          | Sony Computer Entertainment    |
| 2016 | Alienation                          | PlayStation 4                                            | Sony Computer Entertainment    |
| 2016 | Super Stardust VR                   | PlayStation 4 (PSVR)                                     | Sony Computer Entertainment    |
| 2017 | Nex Machina                         | PlayStation 4, Steam                                     | Housemarque                    |
| 2017 | Matterfall                          | PlayStation 4                                            | Sony Interactive Entertainment |
| 2021 | Returnal                            | PlayStation 5, Steam                                     | Sony Interactive Entertainment |
| 2026 | Saros                               | PlayStation 5                                            | Sony Interactive Entertainment |